# Open Enterprise Server
Der Open Enterprise Server (OES) ist Server-Betriebssystem und eine ursprünglich von Novell stammende Sammlung von Netzwerkdiensten (Dateidienste, Druckserver, Verzeichnisdienste, Clusterdienste, Speicherdienste, Netzwerk- und Serververwaltungsdienste, Webanwendungen usw.). Micro Focus entwickelt seit der Übernahme von Novell im Jahre 2014 die Software weiter. Der OES gilt gemeinhin als Nachfolger von Novell Netware 6.5. Anders als Netware 6.5 läuft der OES alternativ zu Netware auch auf der Basis des SUSE Linux Enterprise Servers, dem die Daemons hinzugefügt wurden, die die eigenen Dienste von NetWare verwalten und steuern. wie eDirectory, NetStorage, NCP, NSS und iPrint. Außerdem enthält es Add-Ons wie eine Paravirtualisierung auf Basis des Xen-Hypervisors, 64-Bit-Unterstützung, Unterstützung für eine Windows-Domäne (DsFW) usw.
Die Open Enterprise Server-Serie wurde 2005 von Novell eingeführt, um vielen NetWare-Benutzern die problemlose Migration auf das heutige Betriebssystem zu erleichtern. Das Produkt wurde so konzipiert, dass beide Betriebssysteme miteinander interagieren können und Kunden gemischte Umgebungen erstellen können, um ihre Anforderungen am besten zu erfüllen. Einschließlich der Erstellung gemischter Cluster, in denen Ressourcen vom NetWare-Server auf den Linux-Server und umgekehrt verschoben werden können.
Novell hat den NetWare-Kernel vor der Veröffentlichung von OES 2 eingestellt, aber NetWare 6.5 SP7 und später SP8 können als paravirtualisierter Gast innerhalb des Xen-Hypervisors ausgeführt werden (offiziell bis 7. März 2012 unterstützt, Novell bis 7. März 2015 selbst unterstützt).

## OES 1 und 2
Novell veröffentlichte im März 2005 OES 1, die erste Version von OES. Da einige Benutzer Abwärtskompatibilität mit NetWare wünschten, bot Novell zwei Installationsoptionen an: OES-NetWare und OES-Linux. Dies sind zwei verschiedene Betriebssysteme mit unterschiedlichen Kerneln und unterschiedlichen Userlands.
OES-NetWare ist NetWare v6.5, welches mit NetWare Loadable Modules für verschiedene Novell-Dienste (wie NetWare Core Protocol, Novell eDirectory, Novell Storage Services und iPrint) und Open-Source-Software (wie OpenSSH, Apache Tomcat und Apache HTTP-Server) ausgestattet ist.
OES-Linux ist eine Variante von SUSE Linux Enterprise Server (SLES) mit zusätzlichen NetWare-Diensten, die auf den Linux-Kernel portiert wurden: NetWare Core Protocol, Novell eDirectory, Novell Storage Services und iPrint. OES 2, veröffentlicht am 8. Oktober 2007, behielt die OES-NetWare-Option bei. Das Betriebssystem NetWare 6.5 SP7 kann als paravirtualisierter Gast im Xen-Hypervisor ausgeführt werden. Die OES-Linux-Edition wurde auf SLES 10 aktualisiert. Zu den in OES 2 eingeführten Funktionen gehören: 64-Bit-Unterstützung Hardware-Virtualisierung Dynamische Speichertechnologie, die Novell Shadow Volumes bereitstellt, Windows-Domänendienste und das Apple Filing Protocol (AFP).
Zu den in OES 2 eingeführten Funktionen gehören:
- 32-Bit-System oder 64-Bit-System, das 64-Bit- und 32-Bit-Anwendungen unterstützt
- Serverpartitionierung
- Dynamische Speichertechnologie, die Novell Shadow Volumes bereitstellt
- Windows-Domänendienste (ab OES 2 SP1)
- Apple Filing Protocol (AFP) mit Cross Protocoll Locking AFP-NCP-Samba (CPL) (ab OES 2 SP1)

Siehe auch (basierend auf verschiedenen OES-Editionen):
- Novell Open Workgroup Suite
- Novell Open Workgroup Suite Small Business Edition

## OES 11

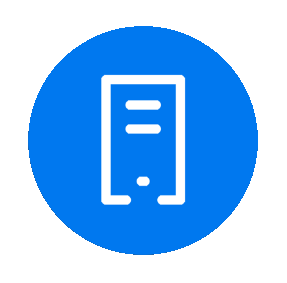
Open Enterprise Server (Logo)

OES 11 wurde am 13. Dezember 2011 basierend auf SLES 11 SP1 64-Bit veröffentlicht (ab OES 2 kein NetWare-Kernel mehr). Dies ist die erste Version von OES, die nur 64-Bit (x86_64) und nur SLES-basiert (nicht NetWare) ist. NetWare 6.5 SP8 konnte weiterhin als nur 32-Bit-paravirtualisierter Gast im Xen-Hypervisor ausgeführt werden.
- Stellt Novell Kanaka für Mac-Clients vor
- Verwendet das Zypper-Tool, um bis zu 100-mal schneller als OES 2 zu patchen
- Automatisierte / unbeaufsichtigte Upgrades von OES 2 hinzugefügt
- Der neue Novell Linux Volume Manager (NLVM) bietet eine einfachere Speicherverwaltung

Novell hat am 28. August 2012 das Service Pack OES 11 SP1 veröffentlicht.
Novell hat am 28. Januar 2014 das Service Pack OES 11 SP2 veröffentlicht.
Novell hat am 26. Juli 2016 das Service Pack OES 11 SP3 veröffentlicht.

## OES 2015
- OES 2015 hat neue Funktionen hinzugefügt und die Leistung verbessert.
- OES 2015 SP1 wurde 2016 veröffentlicht.

## OES 2018
- OES 2018 wurde im Dezember 2017 basierend auf SLES 12 SP2 veröffentlicht.
- OES 2018 SP1 wurde im Februar 2019 basierend auf SLES 12 SP3 veröffentlicht.
- OES 2018 SP2 wurde im Mai 2020 basierend auf SLES 12 SP5 veröffentlicht.
- OES 2018 SP3 wurde im Juli 2021 basierend auf SLES 12 SP5 veröffentlicht.

## Client für Open Enterprise Server (Windows)
Client für Open Enterprise Server (Client für OES; OES Client) ist die Client-Software für Windows von OES2 oder höher. Früher hieß es Novell Client für Windows.
Der Client für OES ist die einzige Möglichkeit, über das NetWare Core Protocol (NCP-Port 524) mit Windows und OES zu kommunizieren. Im OES-Abonnement enthalten, können OES-Benutzer Support gemäß der OES-Supportrichtlinie erhalten. Der Client verarbeitet Anmeldeskripts für Windows-Workstations und verwaltet Netzwerk- sowie lokale Konten. Außerdem wird die Windows Explorer-Shell für OES erweitert. Funktionen wie die Anmeldung, der Dateitreuhänder, das Volume, die Suche nach Netzwerkressourcen über SLP usw. laufen über das NCP-Protokoll.
Jedes Mal, wenn Windows aktualisiert wird, gibt es eine automatische Client-Aktualisierungsfunktion namens ACU, damit auf Änderungen der Spezifikationen auf der Windows-Seite reagiert werden kann.

## Micro Focus Kanaka (Mac OS)
Client-Programm, um Mac-Rechner in ein OES-Netzwerk einzubinden und auf OES-Netzwerkressourcen zuzugreifen.

## Release-Zusammenfassung
- OES wurde im März 2005 veröffentlicht und umfasste NetWare 6.5 SP3 und SLES 9 SP1.
  - OES SP1 wurde im September 2005 veröffentlicht und basierte auf NetWare 6.5 SP4 und SLES 9 SP2.
  - OES SP2, veröffentlicht im Januar 2006, basierte auf NetWare 6.5 SP5 und SLES 9 SP3.
- OES 2, basierend auf NetWare 6.5 SP7 und SLES 10 SP1, wurde am 8. Oktober 2007 veröffentlicht.
  - OES 2 SP1, veröffentlicht am 1. Dezember 2008 basierend auf NetWare 6.5 SP8 und SLES 10 SP2.
  - OES 2 SP2 wurde am 11. November 2009 basierend auf SLES 10 SP3 veröffentlicht.
  - OES 2 SP3 wurde am 22. Dezember 2010 basierend auf SLES 10 SP3, SLES 10 SP4 (Stand: 15. April 2011) veröffentlicht.

- OES 11 wurde am 13. Dezember 2011 auf Basis von SLES 11 SP1 (nur 64-Bit) veröffentlicht.
  - OES 11 SP1 wurde am 28. August 2012 basierend auf SLES 11 SP2 veröffentlicht.
  - OES 11 SP2 wurde am 28. Januar 2014 basierend auf SLES 11 SP3 veröffentlicht.
  - OES 11 SP3 wurde im August 2016 basierend auf SLES 11 SP4 veröffentlicht.

- OES 2015 wurde im August 2015 veröffentlicht, basierend auf SLES 11 SP3.
  - OES 2015 SP1 wurde im Juni 2016 veröffentlicht, basierend auf SLES 11 SP4.

- OES 2018 wurde im Dezember 2017 basierend auf SLES 12 SP2 veröffentlicht.
  - OES 2018 SP1 wurde im Februar 2019 basierend auf SLES 12 SP3 veröffentlicht.
  - OES 2018 SP2 wurde im Mai 2020 basierend auf SLES 12 SP5 veröffentlicht.[4]
  - OES 2018 SP3 wurde im Juli 2021 basierend auf SLES 12 SP5 veröffentlicht.[5]

## Zeitplan für das Supportende
| OES version | Release date      | General Ends      |
| --- | ----------------- | ----------------- |
| 1 | 25. März 2005     | 31. Juli 2009     |
| 2 | 12. Oktober 2007  | 31. Juli 2013     |
| 11 | 12. Dezember 2011 | 13. Juni 2017     |
| 2015 | 31. August 2015   | 31. Dezember 2019 |
| 2018 | 28. November 2018 | 7. Februar 2020   |
| 2018 SP1 | 7. Februar 2019   | 31. Mai 2021      |
| 2018 SP2 | 7. Mai 2020       | TBA               |
| 2018 SP3 | 15. Juli 2021     | 31. Juli 2023     |
| 2023 | TBA               | TBA               |
| Legende:Ältere Version; nicht mehr unterstütztÄltere Version; noch unterstütztAktuelle VersionAktuelle VorabversionZukünftige Version |                   |                   |

## Marketing
Lieferantenmotivation
Führungskräfte von Novell erwarten, dass die Portierung dieser Dienste auf ein Betriebssystem mit wachsender Beliebtheit und besserer Unterstützung durch Hardware- und Softwareanbieter Novell eine gute Gelegenheit bietet, seine Geschäftsergebnisse zu verbessern.
OES ist Novells Reaktion auf zwei Dinge:
- die zunehmende Bedeutung von Linux und Open Source für die Unternehmensstrategie und die Branche im Allgemeinen
- die Tatsache, dass es viel Marktanteil verlor, nicht weil die Kunden mit der Qualität seiner Netzwerkdienste unzufrieden waren, sondern hauptsächlich, weil diese Dienste fast ausschließlich auf einem Betriebssystem liefen, das seines ursprünglichen Designs wegen sehr spezialisiert war. Des Weiteren erhielt es von anderen Softwareherstellern, sogenannten Independent Software Vendors (ISVs), keine so starke Unterstützung, wie Konkurrenzprodukte.

Lizenzkosten
Die Lizenzkosten sind unabhängig von der Plattform identisch, und die Plattformen können unter derselben Lizenz gemischt werden. Wie bei den anderen Produkten von Novell wird OES unabhängig von der Anzahl der Server pro Benutzersitz lizenziert. Die Preise werden normalerweise nicht durch physische CPUs oder die Verwendung von Hardwarevirtualisierungstechnologien (z. B. VMware, Xen) geändert. NetWare und OES enthalten Lizenzen mit zwei Knoten für Novell Cluster Services, sodass grundlegende Clusterumgebungen ohne zusätzliche Lizenzgebühren erstellt werden können. Aktuell belaufen sich diese auf rund 250 $
Im Vergleich dazu berechnet Microsoft Windows Gebühren pro Server und pro Client, mit zusätzlichen Gebühren für größere SMP-Unterstützung und für Clustering.